# Antidotes
Antidotes ist das Debütalbum der englischen Indie-Rock-Band Foals.
Das Album wurde am 24. März 2008 von Transgressive Records in Großbritannien, am 28. März 2008 von Warner in Deutschland und am 8. April 2008 von Sub Pop in den USA veröffentlicht.

## Aufnahmen
Das Album wurde im Sommer 2007 in den Stay Gold Studios in Brooklyn aufgenommen, Produzent war Dave Sittek, Gitarrist und Keyboarder der Band TV on the Radio. Mit den Aufnahmen war die Band jedoch nicht zufrieden, für sie klangen sie als wäre das Album im Grand Canyon aufgenommen worden, deshalb remixten sie das Album in London noch einmal selbst. Kritisiert wurden Foals von Fans, dass die zwei Songs Hummer und Mathletics, die die Band bekannt gemacht hatten, nicht auf dem Album zu finden waren.

## Rezensionen
Die Rezensionen für Antidotes fallen insgesamt positiv bis begeistert aus. Insbesondere der neuartige Sound der Band, der verschiedene Musikstile verbindet, kommt bei den Kritikern gut an. So heißt es auf laut.de: Was am Foals-Sound so neu oder hypeverdächtig ist [...]: Es ist das fast schon geniale Spiel mit den verschiedensten Genres und Klangzitaten. Eine große Ecke Elektropop, trifft auf Rock, trifft auf Punk, auf Funk und und und. Die Musik sei eingängig und tanzbar und das Album erhält als Bewertung volle fünf von fünf Sternen.
Auf intro.de wird das Album als von vorne bis hinten überzeugendes Debüt bezeichnet, Plattentests.de kann den Hype, der in Großbritannien herrscht, nicht voll und ganz nachvollziehen, bescheinigt der Band aber dennoch ein sehr gutes Debüt, das viel für die Zukunft hoffen lässt.
BBC Music legte sich fest: Glaubt den Hype, denn dieses Jahr wird es kein besseres britisches Debütalbum geben.
Weitere Bewertungen: Allmusic (4/5), Drowned in Sound (9/10), Gigwise (4,5/5), The Guardian (3/5), NME (7/10), The Observer (4/5), Pitchfork Media (5,9/10), Rolling Stone (3,5/5), The Times (4/5), Uncut (4/5)

## Erfolge
Antidotes stieg auf Platz drei der britischen Albumcharts ein und war damit ein großer Erfolg. In der ersten Woche verkauften sich gut 25.000 Exemplare und der Gold-Status wurde erlangt. In den Top Heatseekers-Charts in den USA erreichte das Album einen 28. Platz, dennoch gelang der Einstieg in die US-amerikanischen Albumcharts nicht. Anders war dies in Japan (#80), Frankreich (#84), Niederlande (#99) und Neuseeland (#99). Die Singles Balloons (#39), Cassius (#26) und Red Socks Pugie (#89) konnten zudem in die britischen Singlecharts einsteigen.
In den Jahrescharts verschiedener Musikmagazine schnitt Antidotes ebenfalls gut ab. Der NME sieht das Album auf Platz 5, der Musikexpress auf Rang 14 und die Intro auf Platz 9. Die Leser der Spex wählten das Album zum siebtbesten des Jahres.

## Titelliste
1. The French Open – 03:46
2. Cassius – 03:50
3. Red Socks Pugie – 05:09
4. Olympic Airways – 04:19
5. Electric Bloom – 04:55
6. Balloons – 03:01
7. Heavy Water – 04:32
8. Two Steps, Twice – 04:39
9. Big Big Love (Fig. 2) – 05:47
10. Like Swimming – 01:58
11. Tron – 04:48

### Bonus-Songs
In den USA und Japan waren zusätzlich die Bonus-Songs Hummer und Mathletics beigefügt, in Japan zusätzlich auch der Titel Brazil is Here. Auf einer speziellen Tour-Edition waren die Lieder Titan Arum, Gold Gold Gold, Hummer und Mathletics zu finden. Darüber hinaus war in UK teilweise eine Special Edition Bonus-CD erhältlich, die die folgenden Titel enthielt:
1. Hummer (2:59)
2. Astronauts 'n' All (3:11)
3. Mathletics (3:11)
4. Big Big Love (Fig. 1) (4:41)
5. XXXXX (Live) (1:56)
6. The French Open (Live) (3:00)
7. Balloons (Live) (3:01)
8. Two Steps, Twice (Live) (4:32)
9. Mathletics (Live) (3:21)

Die Live-Aufnahmen stammen von einem Auftritt im Liars Club in Nottingham am 10. Februar 2007.

## Singleauskopplungen
- Balloons (10. Dezember 2007)
- Cassius (10. März 2008)
- Red Socks Pugie (9. Juni 2008)
- Olympic Airways (6. Oktober 2008)

## Weitere Mitwirkende
- Alle Songs geschrieben von Foals
- Aufgenommen von Chris Moore
- Gemixt von Mike Crossey
- Gemastert von Guy Davie
- Aufnahmetechniker: Alan Labiner, Chris Coady, John Valencia
- Gesang bei Red Socks Pugie: Katrina Ford
- Saxophon: Stuart Bogie
- Posaune: Aaron Johnson
- Trompete: Eric Biondo
- Coverdesign: Tinhead[6]